# Y (Zeitschrift)
Y – Das Magazin der Bundeswehr (bis einschließlich Mai 2009 unter dem Titel Y. – Magazin der Bundeswehr) ist die offizielle Zeitschrift der Bundeswehr.

## Geschichte
Gegründet wurde die Zeitschrift im April 2001, Herausgeber ist das Bundesministerium der Verteidigung, das innerhalb des Presse- und Informationsstabes eine separate Redaktion unterhält. Der Redaktionssitz wechselte mehrmals. Zu Beginn arbeitete die Redaktion am ersten Dienstsitz des Bundesministeriums der Verteidigung auf der Bonner Hardthöhe, ab August 2009 dann in mehreren Liegenschaften in Berlin – zunächst in der Julius-Leber-Kaserne, ab Dezember 2012 in dem auch vom Planungsamt der Bundeswehr genutzten Objekt Oberspreestraße in Berlin-Schöneweide.
Ende 2012 hat die Bundeswehr ihre Medienarbeit neu geordnet und die unterschiedlichen Redaktionsteile in einer Gemeinschaftsredaktion („Redaktion der Bundeswehr“) zusammengeführt, in die auch die Redaktion für das Y-Magazin integriert wurde. Die Redaktion der Bundeswehr arbeitet seit Juli 2014 in der Reinhardtstr. 52 in Berlin-Mitte. In diesem Gebäude hatte bis zu ihrer Insolvenz und der Einstellung des Dienstes im April 2013 die dapd Nachrichtenagentur ihren Sitz.

## Konzept
Das Magazin beansprucht umfassende Information mit mittlerer Aktualität – jedoch mit dem Ziel, zu Hintergründen und größeren Zusammenhängen themenaktuell zu veröffentlichen. Es versteht sich als ergänzendes Medium zu den tages- und wochenaktuellen Periodika des Medienmixes der Truppeninformation.
Zielgruppe sind aktive Soldaten, Soldaten der Reserve, zivile Mitarbeiter der Bundeswehr, Angehörige und Partner der Soldaten sowie die interessierte Öffentlichkeit. Die Kernzielgruppe des Magazins ist 20 bis 29 Jahre alt, die erweiterte Zielgruppe 18 bis 35 Jahre. Y entsteht in der Redaktion der Bundeswehr in Berlin und erscheint quartalsweise mit ca. 100 Seiten Umfang in einer Druckauflage von 30.000 Exemplaren (2025), digitale Ausgaben sind frei zugänglich.

### Redaktion
Die Redaktion der Bundeswehr gehört zum Zentrum Informationsarbeit Bundeswehr (ehemals Akademie der Bundeswehr für Information und Kommunikation) in Strausberg. Die damals eigenständige Y-Redaktion gehörte zur Abteilung I des Streitkräfteamtes, der Informations- und Medienzentrale der Bundeswehr in Sankt Augustin. Verantwortlich für die Inhalte von Y ist der Chefredakteur der Redaktion der Bundeswehr. Die Richtlinienkompetenz liegt bei der Leitung des Bundesministeriums der Verteidigung. Produziert wird das Magazin von C3 Creative Code and Content in Berlin.

## Auszeichnungen
Die Sonderausgabe „Der höchste Einsatz – Tod und Verwundung“ – das Titelbild zeigt das Porträt eines toten, heimkehrenden Soldaten unter milchiger Plastikfolie – zählt zu den am meisten ausgezeichneten Magazinen der Jahre 2016 und 2017. Einmal im Jahr erscheint eine monothematische Spezialausgabe. 2016 wagten sich Herausgeber und Redaktion an ein emotionales und sensibel zu behandelndes Thema: „Der höchste Einsatz – Tod und Verwundung“. In den vier Kapiteln „Ich sterbe“, „Ich töte“, „Ich bin verwundet“ und „Ich lebe“ bildet die Redaktion die wesentlichen Aspekte des Themenspektrums „Tod und Verwundung“ ab.
Die Jury des Fox Awards kommentierte diese Ausgabe so: Chapeau, da hat die Bundeswehr Mut bewiesen! Das Thema Tod, Verwundung, ja das Sterben an sich wird mit einfühlsamen Texten und einer einerseits modernen, andererseits dem schwierigen Thema angemessenen Optik umgesetzt.
Bei den Econ Awards formulierte die Jury: Der Höchste Einsatz lässt Opfer und Täter zur Sprache kommen. Was dem Y-Redaktionsteam mit seinen so facettenreichen wie berührenden Beiträgen gelingt, ist einzigartig.